# NGC 6986
NGC 6986 est une vaste galaxie lenticulaire barrée située dans la constellation du Capricorne. Sa vitesse par rapport au fond diffus cosmologique est de 8 257 ± 32 km/s, ce qui correspond à une distance de Hubble de 121,8 ± 5,5 Mpc (∼397 millions d'al). NGC 6986 a été découverte par l'astronome américain Francis Leavenworth en 1890.
À ce jour, deux mesures non basées sur le décalage vers le rouge (redshift) donnent une distance de 100,500 ± 7,778 Mpc (∼328 millions d'al), ce qui est à l'extérieur des valeurs de la distance de Hubble. Notons que c'est avec la valeur moyenne des mesures indépendantes, lorsqu'elles existent, que la base de données NASA/IPAC calcule le diamètre d'une galaxie et qu'en conséquence le diamètre de NGC 6986 pourrait être d'environ 73,5 kpc (∼240 000 al) si on utilisait la distance de Hubble pour le calculer.
Selon la base de données Simbad, NGC 6986 est une galaxie active de type Seyfert 2.

## Supernova
La supernova SN 2002el a été découverte dans NGC 6986 le 12 aout 2002 par B. Beutler et W. D. Li dans le cadre du programme LOTOSS de l'Observatoire de Lick. Cette supernova était de type Ia et sa magnitude au moment de sa découverte était de 17,6.